# Осин, Иван Семёнович
Иван Семёнович Осин (род. 1926) — советский бригадир слесарей-монтажников военно-строительной организации Министерства обороны СССР. Заслуженный строитель РСФСР. Герой Социалистического Труда (1966).

## Биография
Родился 16 февраля 1926 года в деревне Николаевка, Долгоруковского района Липецкой области в крестьянской семье.
С 1942 по 1951 годы служил в рядах Советской Армии — участник Великой Отечественной войны.
С 1951 года после демобилизации из рядов Советской армии работал — слесарем-монтажником и бригадиром слесарей-монтажников в войсковых частях и военно-строительных организациях Министерства обороны СССР.
За высокое качество выполняемых им работ и высокопроизводительный труд его бригады И. С. Осин был удостоен почётного звания Заслуженный строитель РСФСР, «Ударник коммунистического труда» и знаком «Отличник военного строительства».
29 июля 1966 года «закрытым» Указом Президиума Верховного Совета СССР «за выдающиеся заслуги в строительстве и монтаже специальных объектов в 1959-1965 годах» Иван Семёнович Осин был удостоен звания Героя Социалистического Труда с вручением Ордена Ленина и золотой медали «Серп и Молот».
С 1986 года вышел на пенсию — персональный пенсионер союзного значения. Жил в Москве.

## Награды
- Медаль «Серп и Молот» (29.07.1966)
- Орден Ленина (29.07.1966)
- Орден Отечественной войны II степени (11.03.1985)
- Медаль «За победу над Германией в Великой Отечественной войне 1941—1945 гг.»

### Звания
- Заслуженный строитель РСФСР